# 孙敏
孙敏（1956年—），男，生于安徽淮北，原籍河北大城，峨嵋电影制片厂演员，中国电影金鸡奖最佳男配角得主。